# Chalid bin Mahfuz
Chalid bin Mahfuz (auch Khalid bin Mahfuz; arabisch خالد بن محفوظ, DMG Ḫālid ibn Maḥfūẓ; * 26. Dezember 1949 in Dschidda; † 16. August 2009 ebenda) war ein saudi-arabischer Vermögensverwalter.

## Leben
Er arbeitete zeitweise für Salim bin Laden als Vermögensverwalter.
Sein Name taucht im Zusammenhang verschiedener Skandale in den USA immer wieder auf. So zum Beispiel beim Skandal um die Bank of Credit and Commerce International (BCCI) und beim Konkurs der First American Bank.
Sein Sohn ist geschäftlich über das Hess-Delta Joint Venture zwischen Delta Oil und  Amerada Hess Corporation mit Thomas Kean verbunden, dem Vorsitzenden der Kommission zur Erforschung der Ursachen der Terroranschläge vom 11. September 2001.